# Insurgência comunista na Malásia (1968–1989)
 Insurgência comunista na Malásia, também conhecida como Segunda Emergência Malaia (em malaio: Perang Insurgensi Melawan Pengganas Komunis ou Perang Insurgensi Komunis e Darurat Kedua), foi um evento político ocorrido na Malásia entre 1968 a 1989, envolvendo o Partido Comunista da Malásia (PCM) e as forças de segurança federais do governo malaio.
Após o fim da Emergência Malaia em 1960, o Exército de Libertação Nacional Malaio, braço armado do PCM predominantemente de etnia chinesa, recuou para a fronteira Malásia-Tailândia, onde se reagruparam e retreinaram para futuras ofensivas contra o governo da Malásia. A insurgência comunista começou oficialmente quando o PCM emboscou forças de segurança em Kroh-Betong, na parte norte da Malásia Peninsular, em 17 de junho de 1968. O conflito também coincidiu com novas tensões étnicas entre malaios e chineses na Malásia Peninsular e a Guerra do Vietnã.
Embora o Partido Comunista da Malásia recebesse algum apoio limitado da China, esse suporte terminou quando Kuala Lumpur e Pequim estabeleceram relações diplomáticas em junho de 1974. Em 1970, o PCM experimentou um cisma que levou ao surgimento de duas facções dissidentes: o Partido Comunista da Malásia – Marxista-Leninista (PCM-ML) e a Facção Revolucionária (PCM-FR). Apesar dos esforços para atrair os malaios ao PCM, a organização seria predominantemente dominada por chineses étnicos durante todo o período da insurgência comunista. Ao invés de declarar um "estado de emergência", como os britânicos haviam feito anteriormente, o governo da Malásia respondeu à insurgência introduzindo diversas iniciativas políticas, incluindo o Programa de Segurança e Desenvolvimento (KESBAN), Rukun Tetangga (Vigilância de Bairro), e RELA Corps (Popular Corpo de Voluntários Populares).
A insurgência comunista chegou ao fim em 2 de dezembro de 1989, quando o PCM assinou um acordo de paz com o governo da Malásia em Hat Yai, no sul da Tailândia, sob a supervisão do então primeiro-ministro da Malásia, Mahathir bin Mohamad, e de outras partes envolvidas. Isso coincidiu com o colapso dos regimes comunistas do Bloco Oriental. Além dessa insurgência, outra insurgência comunista também ocorreu no estado malaio de Sarawak na ilha de Bornéu, que havia sido incorporada à Federação da Malásia em 16 de setembro de 1963.

## Insurgência em Sarawak
Além da principal insurgência comunista na Malásia Peninsular, outra ocorreu em Sarawak, um dos estados de Bornéu, na Malásia. Entre 1962 e 1990, o Partido Comunista do Kalimantan do Norte (SCO) ou a Organização Comunista Clandestina (OCC) travaram uma guerra de guerrilha contra o governo da Malásia. A SCO entrou em negociações de paz com o governo da Malásia em 1990, o que levou a um acordo de paz em 17 de Outubro de 1990, que finalmente acabou com todas as hostilidades.